# Ngô Thị Huệ
Ngô Thị Huệ hay Bảy Huệ (sinh ngày 11 tháng 2 năm 1918 - mất ngày 5 tháng 6 năm 2022) là một trong 10 đại biểu nữ của Quốc hội Việt Nam khóa đầu tiên, nguyên Phó Bí thư Tỉnh ủy Vĩnh Long, Vụ trưởng Vụ tổ chức cán bộ thuộc Ban Tổ chức Trung ương, Phó Chủ tịch Hội Bảo trợ bệnh nhân nghèo Thành phố Hồ Chí Minh. Bà là phu nhân của ông Nguyễn Văn Linh tức Mười Cúc, nguyên Tổng Bí thư Đảng Cộng sản Việt Nam nhiệm kỳ 1986–1991.

## Thân thế
Ngô Thị Huệ tên thật là Nguyễn Thị Ngỡi, sinh ngày 11 tháng 2 năm 1918 tại xã Mỹ Qưới huyện Ngã Năm, tỉnh Kiên Giang (nay phường Ngã Năm, thành phố Cần Thơ). Bà là người con thứ bảy trong một gia đình có tám con nên thường được gọi là Bảy Huệ.

## Tham gia cách mạng trước năm 1945
Sớm tiếp cận với các tài liệu cộng sản và sớm tham gia hoạt động cách mạng, 11 tuổi Ngô Thị Huệ đã được người anh rể thứ 5 giác ngộ cách mạng, thoát ly gia đình đi cách mạng với vai trò giao liên. Năm 1936 khi mới 18 tuổi bà đã được kết nạp vào Đảng. Sau đó bà tham gia hoạt động cách mạng tại nhiều địa bàn, là huyện ủy viên huyện Cầu Ngang, tỉnh Trà Vinh (1937), tỉnh ủy viên Tỉnh ủy Trà Vinh (1938), tỉnh ủy viên Tỉnh ủy Cần Thơ (1939), ủy viên Liên tỉnh ủy Hậu Giang gồm 6 tỉnh miền Tây (1940).
Khi 22 tuổi, Ngô Thị Huệ đã là Phó Bí thư Tỉnh ủy Vĩnh Long, tham gia lãnh đạo cuộc Khởi nghĩa Nam Kỳ ngày 23 tháng 11 năm 1940. Bà đã nhiều lần bị bắt và bị kết án tù chung thân khổ sai. Theo như những gì bà kể lại, khi phong trào Nam Kỳ khởi nghĩa thất bại, bà bị bắt ngồi tù 12 tháng nhưng sau đó được tuyên trắng án. Tới tháng 6 năm 1942 bà lại bị bắt lần hai và lần này bị tuyên án khổ sai chung thân, bị giam cầm, tra tấn lần lượt ở các nhà tù Chợ Quán, Chí Hoà rồi Côn Đảo mãi 3 năm sau, đến tháng 6 năm 1945 sau một số lần tổ chức phá khám vượt ngục bà mới được giải thoát về Bạc Liêu. Bà tham gia Tỉnh ủy lâm thời, tổ chức cách mạng tháng Tám và cướp chính quyền ở Bạc Liêu.
Tháng 1 năm 1946, ngày tổng tuyển cử đầu tiên của nước Việt Nam Dân chủ Cộng hòa, Ngô Thị Huệ đã giành được những lá phiếu từ những bà mẹ buôn gánh bán bưng, những nữ dân quân... để trở thành đại biểu Quốc hội, một trong 3 nữ đại biểu Quốc hội đại diện miền Nam Việt Nam trong số 10 nữ đại biểu Quốc hội khóa I của nước Việt Nam Dân chủ Cộng hòa. Bà ra Hà Nội nhận công tác Quốc hội vào tháng 10 năm 1946.
Đầu năm 1947, Ngô Thị Huệ trở lại miền Nam tiếp tục hoạt động và được cử và Ban Thường vụ Thành ủy. Bà tiếp tục tham gia các công tác Ban tổ chức Xứ ủy, Ban Phụ vận, Đảng đoàn Phụ nữ Nam Bộ từ năm 1952 đến năm 1954, làm đại biểu Quốc hội lưu nhiệm (miền Nam) khóa II và III.
Năm 1954 sau Hiệp định Genève Ngô Thị Huệ về Sài Gòn làm Trưởng ban Phụ vận Thành ủy.
Năm 1959 bà cùng các con ra Hà Nội học tập và công tác. Bà từng giữ trọng trách Vụ trưởng Vụ Tổ chức Ban Cán bộ Trung ương, trúng cử đại biểu Quốc hội khóa IV, thuộc đoàn đại biểu tỉnh Ninh Bình.

## Nghỉ hưu đến qua đời
Sau khi nghỉ hưu và về Thành phố Hồ Chí Minh, Ngô Thị Huệ vẫn tích cực tham gia các phong trào phụ nữ. Bà là một trong những người thuộc nhóm thành lập Tổ sử Phụ nữ Nam Bộ, rồi sau đó phát triển thành Bảo tàng Phụ nữ Nam Bộ, ủy viên Hội đồng biên soạn lịch sử Nam bộ Kháng chiến. Bà cũng có mặt và đóng góp công sức của mình trong nhiều chương trình từ thiện, là người đã có công vận động để lập ra Bệnh viện miễn phí An Bình (nay thuộc Sở Y tế Thành phố Hồ Chí Minh).
Năm 1993, tại cuộc họp Thường trực Thành ủy Thành phố Hồ Chí Minh, Ngô Thị Huệ cùng một số cán bộ đã đề xuất thành lập Hội Bảo trợ bệnh nhân nghèo Thành phố Hồ Chí Minh. Năm 1994 Khi Hội được Thành ủy, UBND thành phố cho thành lập, dù ở độ tuổi "xưa nay hiếm", Ngô Thị Huệ vẫn là một trong những người đầu tiên tham gia, vận động các nhà hảo tâm cùng góp công sức, tiền bạc, thuốc men, vận động các bác sĩ nổi tiếng đi cùng để chăm lo cho các cụ già nghèo, neo đơn, các trẻ em nghèo bất hạnh của thành phố và trên cả nước. Bà giữ cương vị Phó chủ tịch Hội trong các nhiệm kỳ kéo dài từ 1994-2009 và vẫn tiếp tục là Ủy viên thường vụ của Hội cho đến nay (2015).
Bà qua đời tại Sài Gòn vào lúc 20h ngày 5 tháng 6 năm 2022, không lâu sau sinh nhật 104 tuổi. Lễ tang của bà được tổ chức váo lúc 9h ngày 7 tháng 6, lễ truy điệu là 8h, lễ an táng tại Nghĩa trang Thành phố (Thành phố Thủ Đức, Sài Gòn).

## Gia đình
Người yêu đầu tiên của Ngô Thị Huệ là lãnh đạo trực tiếp của bà thời kỳ 1940, Xứ ủy viên Xứ ủy Nam Kỳ, Bí thư tỉnh ủy Hậu Giang. Tuy nhiên ông đã bị thực dân Pháp xử bắn vào năm 1942.
Năm 1947 trong chuyến quay trở lại miền Nam công tác, Ngô Thị Huệ quen Nguyễn Văn Linh tức Mười Cúc (khi đó đang là Ủy viên Xứ ủy Nam Bộ), và tới tháng 5 năm 1948 ở tuổi 29 bà cùng ông nên duyên vợ chồng. Tuy nhiên, do hoàn cảnh chiến tranh khốc liệt này và đặc thù công tác của mỗi người, hai ông bà có nhiều năm tháng rất ít được gặp nhau. Năm 1952 ông Mười Cúc được điều ra Bắc nhưng vợ vẫn ở miền Nam. Năm 1954 ông vào Nam nhưng ông bà mỗi người một nhiệm vụ nên chẳng gặp nhau được bao ngày. Năm 1959 bà mang ba người con ra Hà Nội nhận công tác, ông ở miền Nam hoạt động và lãnh đạo Thành ủy Sài Gòn-Gia Định. Khi đất nước thống nhất năm 1975, bà vẫn chưa được về Nam gặp chồng ngay, và phải sau chuyến đi chữa bệnh 4 tháng ở Đức về mới có cơ hội được vào thành phố Hồ Chí Minh sinh sống cùng chồng con. Họ đã chịu cảnh chồng Nam vợ Bắc xa cách nhau đúng 15 năm.
Hai ông bà có ba người con: hai gái (Nguyễn Thị Hòa, Nguyễn Thị Bình) và một trai (Nguyễn Hùng Linh, có tài liệu ghi Nguyễn Văn Linh). Ngày tiễn vợ con ra Bắc nhận công tác, do bé Linh mới 18 tháng tuổi, để luôn nhớ đến con nên chồng bà đã lấy tên "Linh" làm bí danh hoạt động của mình từ đó (có tài liệu ghi do không được ở bên con khi con chào đời tại Campuchia, nên chồng bà lấy tên con làm bí danh). Người con trai út của ông bà qua đời khi còn trẻ, những năm sau 1975, khi ông bà vừa được về với nhau chưa lâu. Về cuối đời bà sống với gia đình người con gái thứ hai và các cháu trong khuôn viên nhà cũ tại thành phố Hồ Chí Minh.

## Vinh danh
Với quá trình hoạt động cách mạng và cống hiến của mình, Ngô Thị Huệ đã được Nhà nước Việt Nam, Đảng Cộng sản Việt Nam trao tặng nhiều huân chương, huy chương kháng chiến các loại. Bà cùng 5 nữ cán bộ cách mạng lão thành trong Tổ Sử phụ nữ Nam Bộ được phong tặng Huân chương lao động hạng nhất vào năm 1997. Đặc biệt, nhân kỷ niệm 82 năm Ngày Thành lập Đảng Cộng sản Việt Nam (3/2/1930–3/2/2012), bà được trao tặng Huy hiệu 75 năm tuổi Đảng và Huân chương Hồ Chí Minh.
Chiều ngày 18 tháng 5 năm 2020, bà được trao tặng huy hiệu 85 năm tuổi Đảng Cộng sản Việt Nam.
Ngô Thị Huệ có một bức tượng bán thân được trưng bày tại Bảo tàng Phụ nữ Nam Bộ, nơi bà là một trong những người sáng lập nên. Trưng bày tượng của người còn sống, theo lời bà Nguyễn Thị Thắm giám đốc bảo tàng, là việc hi hữu tại bảo tàng này; và trong bộ sưu tập chân dung những người phụ nữ nổi tiếng của Việt Nam qua các thời đại mà bảo tàng đang sưu tầm để trưng bày phục vụ kỷ niệm 40 năm thống nhất đất nước (1975-2015), bức tượng này là hiện vật đầu tiên. Tượng được làm bằng chất liệu đồng, cao 50 cm, do nữ điêu khắc gia Kim Thanh thực hiện từ cuối năm 2010 theo yêu cầu của bà Trần Thu Hồng, một nữ cựu tù chính trị vốn được bà Ngô Thị Huệ dìu dắt và coi bà Ngô Thị Huệ như thần tượng. Trước khi hiến tặng cho bảo tàng, bức tượng được đặt trang trọng tại tư gia của bà Ngô Thị Hồng, cùng tượng của nhiều danh nhân, văn nghệ sĩ nổi tiếng khác.

## Đánh giá
| “               | Ý chí và nghị lực của chị Bảy thể hiện đúng nghĩa là một chiến sĩ cách mạng kiên trung. Chị Bảy Huệ (phải) là một biểu tượng rất đẹp của người phụ nữ Nam bộ, người phụ nữ Việt Nam | ” |
| — Võ Văn Kiệt . | |   |

## Tác phẩm
Ngô Thị Huệ đã xuất bản một cuốn hồi ký có tên Tiếng sóng bủa ghềnh (Nhà xuất bản Trẻ, 2011). Sách được hoàn thiện sau gần 5 năm thực hiện, ghi chép từ những tư liệu gia đình và theo lời kể của nhân vật chính, đưa người đọc qua từng chặng đường của cô gái nông thôn tuổi mười bảy dấn thân vào con đường cách mạng.